# Frank Bachmann
Frank Bachmann (* 27. Dezember 1977 in Waiblingen) ist ein ehemaliger deutscher Volleyball-Nationalspieler.

## Karriere
Frank Bachmann spielte als Jugendlicher Volleyball bei der heimischen TSG Backnang. Danach spielte er beim TSV Schmiden und in der Ersten Bundesliga beim SV Fellbach, wo er 1998 deutscher Vizemeister wurde. Von 2000 bis 2003 spielte der Libero beim SV Bayer Wuppertal, mit dem er auch zweimal Vizemeister wurde. 2003 wechselte Bachmann zum Ligakonkurrenten Maoam Mendig. Nach einem kurzen Gastspiel beim italienischen Spitzenklub Itas Diatec Trentino im Frühjahr 2005 kehrte Bachmann in die Bundesliga zurück und spielte zunächst bei der SG Eltmann und ab 2006 beim SCC Berlin, wo er in seiner letzten Saison nochmals Vizemeister wurde. Auch nach Ende seiner aktiven Karriere 2008 blieb er den Berlinern treu und arbeitet heute im Management der Berlin Recycling Volleys.
Frank Bachmann absolvierte für die deutsche Nationalmannschaft 57 Länderspiele.

## Privates
Frank Bachmann ist verheiratet und hat eine Tochter und einen Sohn. Der Sohn ist bereits selber erfolgreich im Junioren Bereich Volleyball beim SCC.